# Muppet
Ne doit pas être confondu avec la série Les Muppets (1996-1998), suite du Muppet Show.
Les Muppets (contraction des mots anglais « marionette » et « puppet ») est une franchise américaine fondée sur un ensemble de personnages créée en 1955 par le marionnettiste Jim Henson et apparus dans des séries télévisées telles que Sesame Street, Fraggle Rock et Le Muppet Show. Parmi les Muppets les plus célèbres, on peut citer Kermit la grenouille, Piggy la cochonne, Elmo, Big Bird et Cookie Monster.

## Historique

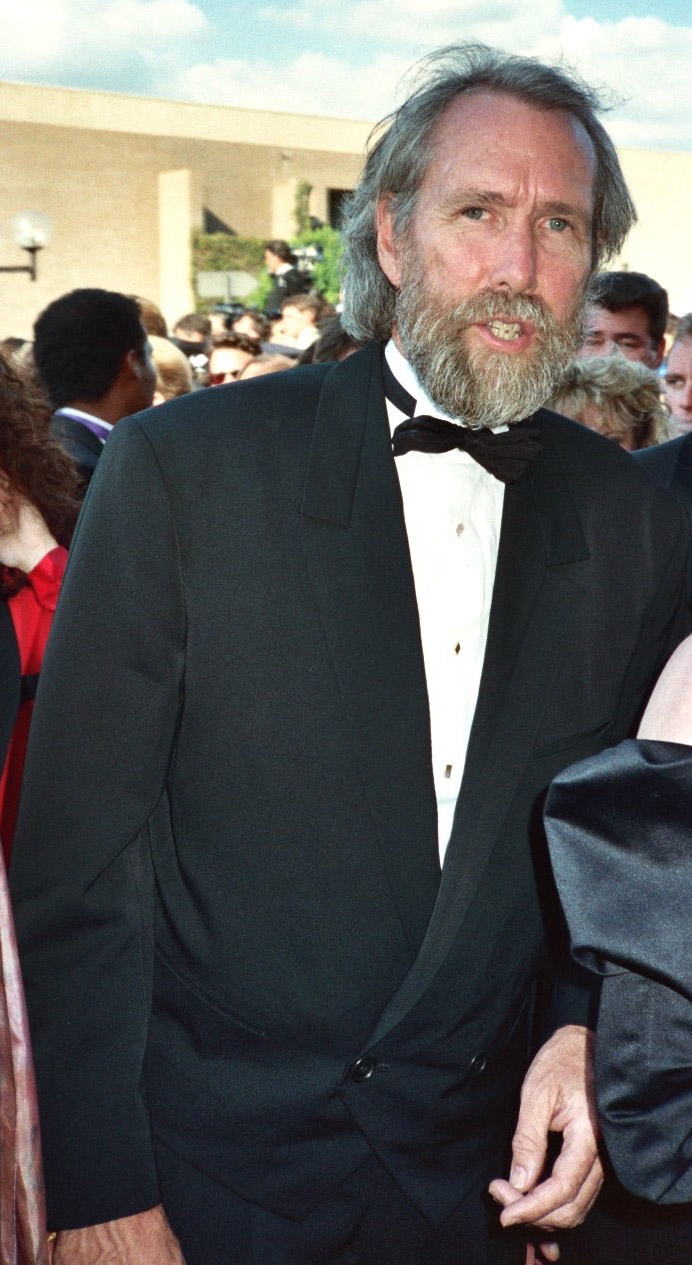
Jim Henson, 1989

Jim Henson crée en 1955 la série Sam and Friends sur la chaîne locale WRC-TV, dont les marionnettes et les sketchs posent les bases esthétiques de la formule des Muppets. On retrouve ainsi déjà le personnage de Kermit, désigné à l’origine comme un lézard.
Après des incursions dans la publicité, Henson lance le programme éducatif Sesame Street en 1969 sur la chaîne publique PBS. Déclinée plus tard pour la télévision française, Sesame Street demeure jusqu’à ce jour une des émissions jeunesse les plus populaires aux États-Unis.
Puis arrive Le Muppet Show en 1976. Dans ce dernier, chaque épisode est l’occasion d’inviter une célébrité venue généralement du cinéma ou de la chanson, qui anime sketchs et numéros musicaux. L’humour absurde et parodique de l’émission ainsi que ses personnages hauts en couleur en feront un succès international. 120 épisodes répartis sur 5 saisons seront enregistrés aux Elstree Studios de la BBC en Angleterre. Parallèlement, trois longs-métrages basés sur l’univers du Muppet Show sont initiés par Jim Henson. Après sa mort en 1990, son fils Brian perpétue l’œuvre de son père en réalisant plusieurs autres films et en lançant une nouvelle version de la série télévisée, Les Muppets (1996-1998).
Enfin, Jim Henson crée la série Fraggle Rock en 1983, qui raconte la vie d’un peuple de créatures vivant sous l’atelier d’un inventeur, les Fraggles. Si Fraggle Rock s’est arrêtée en 1987, la plateforme Apple TV commande en 2020 une mini-série, puis une nouvelle série diffusée en 2022.
Depuis 2004, les différents univers des Muppets appartiennent à des sociétés distinctes. Les personnages de Fraggle Rock sont toujours détenus par la Jim Henson Company, ceux de Sesame Street sont la propriété du Sesame Workshop et ceux du Muppet Show ont été rachetés par la Walt Disney Company, qui a créé la Muppets Holding Company (rebaptisée en avril 2007 The Muppets Studio).
Sébastien Cauet tente de lancer en 2006 une version française du Muppet Show sur TF1, intitulée Muppets TV, qui sera suspendue au bout de 10 épisodes.
Les studios Disney, propriétaires de la licence du Muppet Show, ont depuis produit deux longs-métrages (Les Muppets, le retour en 2011 et Muppets Most Wanted en 2014), ainsi que deux nouvelles séries télévisées. La dernière en date est directement diffusée sur la plateforme Disney +.

## Filmographie sélective

### Sesame Street

#### Séries
- Depuis 1969 : Sesame Street
- 1978-1982 : 1, rue Sésame (version française)
- 2005-2007 : 5, rue Sésame (version française)
- 2006-2013 : Les Aventures d’Ernest et Bart (spin off)
- 2014-2017 : The Furchester Hotel (spin-off)
- 2020 : The Not-Too-Late Show with Elmo (spin-off)

#### Films
- 1985 : Follow that Bird
- 1999 : Elmo au pays des grincheux (The Adventures of Elmo in Grouchland)

#### Téléfilms
- 1996 : Elmo saves Christmas
- 2008 : Abby in Wonderland

### Le Muppet Show

#### Séries
- 1976-1980 : Le Muppet Show (The Muppet Show)
- 1984-1991 : Les Muppet Babies (Muppet Babies)

- 1996-1998 : Les Muppets (Muppets Tonight)
- 2006 : Muppets TV (Émission Française)
- 2015-2016 : The Muppets (Parodie de The office)
- 2018-2022: Les Muppets Babies
- 2020 : Le Nouveau Muppet Show (Muppets Now)
- 2023 : Les Muppets Rock (The Muppets Mayhem)

#### Films
- 1979 : Les Muppets, le film ou Les Muppets : Ça c'est du cinéma ! (The Muppet Movie)
- 1981 : La Grande Aventure des Muppets (The Great Muppet Caper)
- 1984 : Les Muppets à Manhattan (The Muppets Take Manhattan)
- 1992 : Noël chez les Muppets (The Muppet Christmas Carol)
- 1996 : L'Île au trésor des Muppets (Muppet Treasure Island)
- 1999 : Les Muppets dans l'espace (Muppets from Space)
- 2005 : Le Magicien d'Oz des Muppets  (The Muppet's Wizard of Oz)
- 2011 : Les Muppets, le retour (The Muppets)
- 2014 : Opération Muppets (Muppet Most Wanted)
- 2021 : Muppets Haunted Mansion

### Fraggle Rock

#### Séries
- 1983-1987 : Fraggle Rock
- 2020 : Fraggle Rock : Rock On! (mini-série)
- 2022 : Fraggle Rock : Back to the Rock

Note : l’épisode spécial Le Noël des Muppets (A Muppet Family Christmas, 1987) contient des personnages de tous les univers Muppet.

## Personnages célèbres

### Sesame Street
- Big Bird / Toccata
- Cookie Monster / Macaron le Glouton
- Bert & Ernie / Ernest et Bart
- Grover
- Oscar the Grouch / Mordicus
- Count Von Count / Le Comte
- Mr. Snuffleupagus
- Elmo (depuis 1985)
- Abby Cadabby (depuis 2006)

### Le Muppet Show
- Kermit la Grenouille
- Miss Piggy / Piggy la Cochonne
- Fozzie l'Ours
- Gonzo
- Statler et Waldorf, les deux vieux
- Scooter
- Animal (de vrai nom Jean-Roger, dans le film "Muppet Family's Chistmas")
- Rowlf

- Sam l'Aigle
- Dr. Bunsen
- Beaker
- Le Chef Suédois
- Pepe la Crevette (depuis la série Les Muppets en 1996)
- Walter (depuis le film Les Muppets, le retour en 2011)

## Iconographie

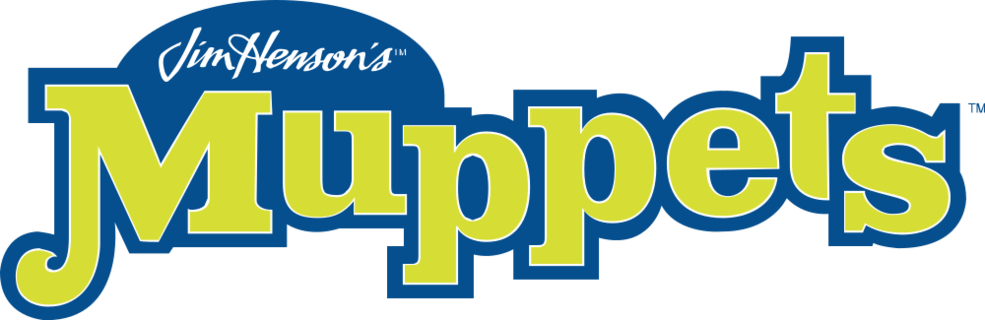
Ancien logo.
Ancien logo (2004-2011).